# Hüseyin Türkmen
Hüseyin Türkmen (Akçaabat, 1º gennaio 1998) è un calciatore turco, difensore del Trabzonspor.

## Caratteristiche tecniche
È un difensore centrale.

## Carriera

### Club
Cresciuto nel settore giovanile del Trabzonspor, ha esordito fra i professionisti il 12 dicembre 2017 in occasione del match di Türkiye Kupası vinto 5-1 contro l'Erzurumspor FK. Nella stagione 2019-2020 ha vinto una Coppa di Turchia.

### Nazionale
Il 23 marzo 2019 ha debuttato con la nazionale turca Under-21 in occasione del match di qualificazione per gli Europei 2021 vinto 2-1 contro l'Albania.

## Statistiche
Statistiche aggiornate al 4 aprile 2019.

### Presenze e reti nei club
| Stagione        | Squadra         | Campionato      | Campionato | Campionato | Coppe nazionali | Coppe nazionali | Coppe nazionali | Coppe continentali | Coppe continentali | Coppe continentali | Altre coppe | Altre coppe | Altre coppe | Totale | Totale | Totale |
| Stagione        | Squadra         | Comp            | Pres       | Reti       | Comp            | Pres            | Reti            | Comp               | Pres               | Reti               | Comp        | Pres        | Reti        | Pres   | Reti   |        |
| --------------- | --------------- | --------------- | ---------- | ---------- | --------------- | --------------- | --------------- | ------------------ | ------------------ | ------------------ | ----------- | ----------- | ----------- | ------ | ------ | ------ |
| 2017-2018       | Trabzonspor     | SL              | 2          | 0          | CT              | 1               | 0               |                    | -                  | -                  |             | -           | -           | 3      | 0      |        |
| 2018-2019       | Trabzonspor     | SL              | 15         | 0          | CT              | 6               | 0               |                    | -                  | -                  |             | -           | -           | 21     | 0      |        |
| Totale carriera | Totale carriera | Totale carriera | 17         | 0          |                 | 7               | 0               |                    | -                  | -                  |             | -           | -           | 24     | 0      |        |

### Cronologia presenze in nazionale
| Cronologia completa delle presenze e delle reti in nazionale ― Bosnia ed Erzegovina under 21 | Cronologia completa delle presenze e delle reti in nazionale ― Bosnia ed Erzegovina under 21 | Cronologia completa delle presenze e delle reti in nazionale ― Bosnia ed Erzegovina under 21 | Cronologia completa delle presenze e delle reti in nazionale ― Bosnia ed Erzegovina under 21 | Cronologia completa delle presenze e delle reti in nazionale ― Bosnia ed Erzegovina under 21 | Cronologia completa delle presenze e delle reti in nazionale ― Bosnia ed Erzegovina under 21 | Cronologia completa delle presenze e delle reti in nazionale ― Bosnia ed Erzegovina under 21 | Cronologia completa delle presenze e delle reti in nazionale ― Bosnia ed Erzegovina under 21 |
| Data                                                                                         | Città                                                                                        | In casa                                                                                      | Risultato                                                                                    | Ospiti                                                                                       | Competizione                                                                                 | Reti                                                                                         | Note                                                                                         |
| -------------------------------------------------------------------------------------------- | -------------------------------------------------------------------------------------------- | -------------------------------------------------------------------------------------------- | -------------------------------------------------------------------------------------------- | -------------------------------------------------------------------------------------------- | -------------------------------------------------------------------------------------------- | -------------------------------------------------------------------------------------------- | -------------------------------------------------------------------------------------------- |
| 23-3-2019                                                                                    | Elbasan                                                                                      | Albania under 21                                                                             | 1 – 2                                                                                        | Turchia under 21                                                                             | Qual. Europeo Under-21 2021                                                                  | -                                                                                            |                                                                                              |
| Totale                                                                                       |                                                                                              | Presenze                                                                                     | 1                                                                                            |                                                                                              | Reti                                                                                         | 0                                                                                            |                                                                                              |

## Palmarès

### Club

#### Competizioni nazionali
- Coppa di Turchia: 1

Trazbonspor: 2019-2020
- Supercoppa di Turchia: 1

Trabzonspor: 2020
- Campionato turco: 1

Trabzonspor: 2021-2022